# Palágyság
A Palágyság a Szatmári-Erdőhát mikrotája, mely csupán néprajzi szempontból külön táj.

## Leírása
A ma Palágyságnak nevezett tájegység a Palád patak mentén fekvő három településből: Botpalád, Kispalád és az Ukrajnához tartozó Nagypaládból áll.
Régen e falvakat nagy erdőség vette körül, irtásos faluk voltak, melyek a folyók árvízmentes magaslatán keletkeztek.
A Palád név jelentése: mocsár, vizenyős terület, mely a latin palladiumból származik, és a Paládok, a ma már a határon túl lévő Nagy-, valamint Bot- és Kispalád neve is a feneketlen sárral hozható kapcsolatba.